# Nisse Nordström
Nils "Nisse" Johan Nordström, född 25 juni 1921 i Bladåkers församling i Stockholms län, död 29 april 2015 i Hammarby församling i Stockholms län, var en nyckelharpsspelman.

## Biografi
Nisse Nordström växte upp i torpen Tunglunda och Mosstorp som ett av sju syskon. Vid 12 års ålder beställde han en fiol från Åhlén & Holm och fick lite hjälp att lära sig hantera den. Inspiration, och så småningom samspel, blev det med Grop-Gustav på dragspel och Albert Jansson på fiol.
Vid 19 års ålder började han som bergsprängare i Dannemora gruvor. Där kom han ofta att spela med spelmännen i trakterna kring Österby bruk, Albin Wallin med sönerna Ceylon och Henry, Gustav Jernberg med sönerna Herbert och Anton. Senare spelade han också med Karl Sahlström, Eriks äldre bror, och bröderna Ivar och Curt Tallroth. 1957 erövrade han Zornmärket i brons.
1960 flyttade han till Upplands Väsby. Han hade bestämt sig för att sluta spela och sälja sin fiol, men han övertalades att byta fiolen mot en nyckelharpa istället. Han tog Zornmärket i silver och blev riksspelman 1974. Han blev den förste att få anställning som kommunal folkmusiker på heltid 1978, och spelade mycket på skolor, daghem, sjukhus och bibliotek. Genom åren blev det många resor, både inom- och utomlands, både för spelningar och spel till folkdansare. Han hade många elever, och i drygt 30 år spelade han med Ann-Christine Granfors, som förvaltar hans låtar. Han belönades med Zornmärket i guld 2013.

## Diskografi
Uruppländskt. Nisse Nordström och Christine Granfors. Tongång AWCD-9. 1996